# Agnieszka Dutka
Agnieszka Dutka (ur. 1959) – polska artystka sztuk wizualnych, graficzka, autorka obiektów artystycznych, dr hab. sztuki w dyscyplinie sztuki piękne, autorka publikowanych tekstów literackich.
Jest córką  Renaty Dutkowej i Leszka Dutki. Jej mężem jest artysta Andrzej Kapusta.
Absolwentka Wydziału Grafiki ASP w Krakowie (1977–1982). Graficzka w Gazecie Wyborczej o. Kraków w latach 1993–2009. Od 2009 pracuje na Wydziale Sztuki Uniwersytetu Pedagogicznego w Krakowie w Instytucie Grafiki i Wzornictwa na stanowisku profesora uczelni, Zastępczyni Przewodniczącej Rady Dyscypliny Sztuki Plastyczne i Konserwacja Dzieł Sztuki na Wydziale Sztuki UP w Krakowie w kadencji 2019-2023.
Uprawiając grafikę artystyczną w technikach wklęsłodruku oraz cyfrowej poszerza obszar działań artystycznych o inne strategie stosowane we współczesnej sztuce (obiekty, asamblaże). Cykle grafik tworzą sekwencje większych projektów artystycznych.
Jest autorką jedenastu wystaw indywidualnych oraz uczestniczką około stu zbiorowych w kraju i za granicą. Laureatka m.in. nagrody (premio specjale) na Premio Internazionale Biella per l'incisione 1993 we Włoszech oraz nagrody na II Międzynarodowym Triennale Grafiki Cyfrowej Gdynia 2010.

## Wystawy indywidualne (wybór)
- 2021	miejsca | trwanie, Międzynarodowe Centrum Sztuk Graficznych w Krakowie
- 2017	Kolekcja – matryce, Galeria Pryzmat. Kraków
- 2017	Dwoistość i przenikanie – paradoksy interpretacyjne,  Galeria Centrum, Międzynarodowe Centrum Sztuk Graficznych w Krakowie
- 2015 	Two parallel worlds. The supplement or opposition, wystawa w ramach IMPACT 9 International Printmaking Conference, China Academy of Art, Hangzhou, Chiny
- 2012 	Ultragrafiki i Ultraprzedmioty, Muzeum Sztuki i Techniki Japońskiej Manggha, Kraków
- 1995	Bonn, das Presse-und Informationsamt der Bundersregierung; Berlin: Berliner Marstall; Rathenow: Kunsthaus; Winnenden: Rathaus (Niemcy) (w ramach projektu „Kunstler aus Krakau” – równoległe wystawy indywidualne 4 artystów)

## Wystawy zbiorowe (wybór)
- 2020	Graficzki, Rzeszów, Galeria r_z/Orz ZPAP
- 2020	Graficzki. Heroiny i Heroinki, Międzynarodowe Centrum Sztuk Graficznych w Krakowie
- 2019	Wokół książki – Kraków 2019. Karty kalendarza, Kraków, Biblioteka Jagiellońska
- 2017	16. Międzynarodowe Triennale Małe Formy Grafiki, Polska – Łódź, Miejska Galeria Sztuki w Łodzi
- 2015	Biennale Internationale Des Arts Du Papier Edition 2015 & Fête Du Livre D’artiste Et Papier: New Brewery Arts Centre, Cirencester, (UK); Filature, Petit Temple & Médiathèque, Lasalle, Gard, (Francja); (2016) Museum of World religions Taipei, Taiwan
- 2011	II Międzynarodowe Triennale Sztuk Graficznych im. T. Kulisiewicza w Warszawie IMPRINT’ 2011, Arkady Kubickiego w Zamku Królewskim w Warszawie
- 1991– 1994 – 1997– 2000 – 2003 Międzynarodowe Triennale Grafiki, Bunkier Sztuki, Kraków
- 1998	Polnische Grafik der 90er Jahre, Staufen, Stuttgart, Rottenburg, Winnenden, Niemcy
- 1996	Multiplikacje, Galeria Pryzmat (Agnieszka Dutka, Brygida Serefin, Hanka Michalska-Baran, Wanda Czełkowska, Bożena Burzym-Chawińska)

## Prace w zbiorach
- Muzeum Narodowego w Krakowie
- Miejskiej Galerii Sztuki w Łodzi
- National Gallery of Art w Waszyngtonie
- ASP w Warszawie
- SMTG w Krakowie
- Muzeum Sztuki i Techniki Japońskiej Manggha w Krakowie
- Muzeum Drukarstwa Warszawskiego
- Biennial Printmaking Collection, Alijó

## Twórczość literacka
opowiadania
- Polska Bibliografia Literacka (spis)
- Archiwum Dekady Literackiej
- Dekada Literacka 1992 nr 3, 6; 1995 nr 4; 1998 nr 11; 1999 nr 11/12; 2000 nr 12
- URBAN CORPORIS. The City and the Skin, red. Mickeal Milocco Borlini, Lelio di Loreto, Carlalberto Amadori, 2020, ISBN 0-244-55259-2, 9780244552596
- „From a Flight of Light’s View/Spojrzenie z lotu światła”, s. 268-277